# Rolandas
Rolandas ist ein litauischer männlicher Vorname. 

## Herkunft
Rolandas ist die litauische Variante von Roland.

## Bekannte Namensträger
- Rolandas Janickas (* 1966), Politiker,  Bürgermeister von Ukmergė
- Rolandas Jonikaitis (* 1962),  Politiker, Bürgermeister von Marijampolė
- Rolandas Kriščiūnas (* 1970), Diplomat und Politiker (Vizeminister)
- Rolandas Matiliauskas (* ≈1970), Politiker, Finanzminister
- Rolandas Paksas (* 1956), Präsident Litauens
- Rolandas Paulauskas (* 1954), Journalist und Politiker, Mitglied des Seimas
- Rolandas Pavilionis (1944–2006), Philosoph und Politiker
- Rolandas Zuoza (* 1968), Politiker, Mitglied des Seimas